# 伊皮斯區
伊皮斯區（西班牙語：Ipís），是哥斯達黎加的一個區，位於該國中部聖何塞省，面積2.77平方公里，海拔高度1,340米，2011年人口26,454，該區人口密度每平方公里9,550.18人。